# Dieter Burgard

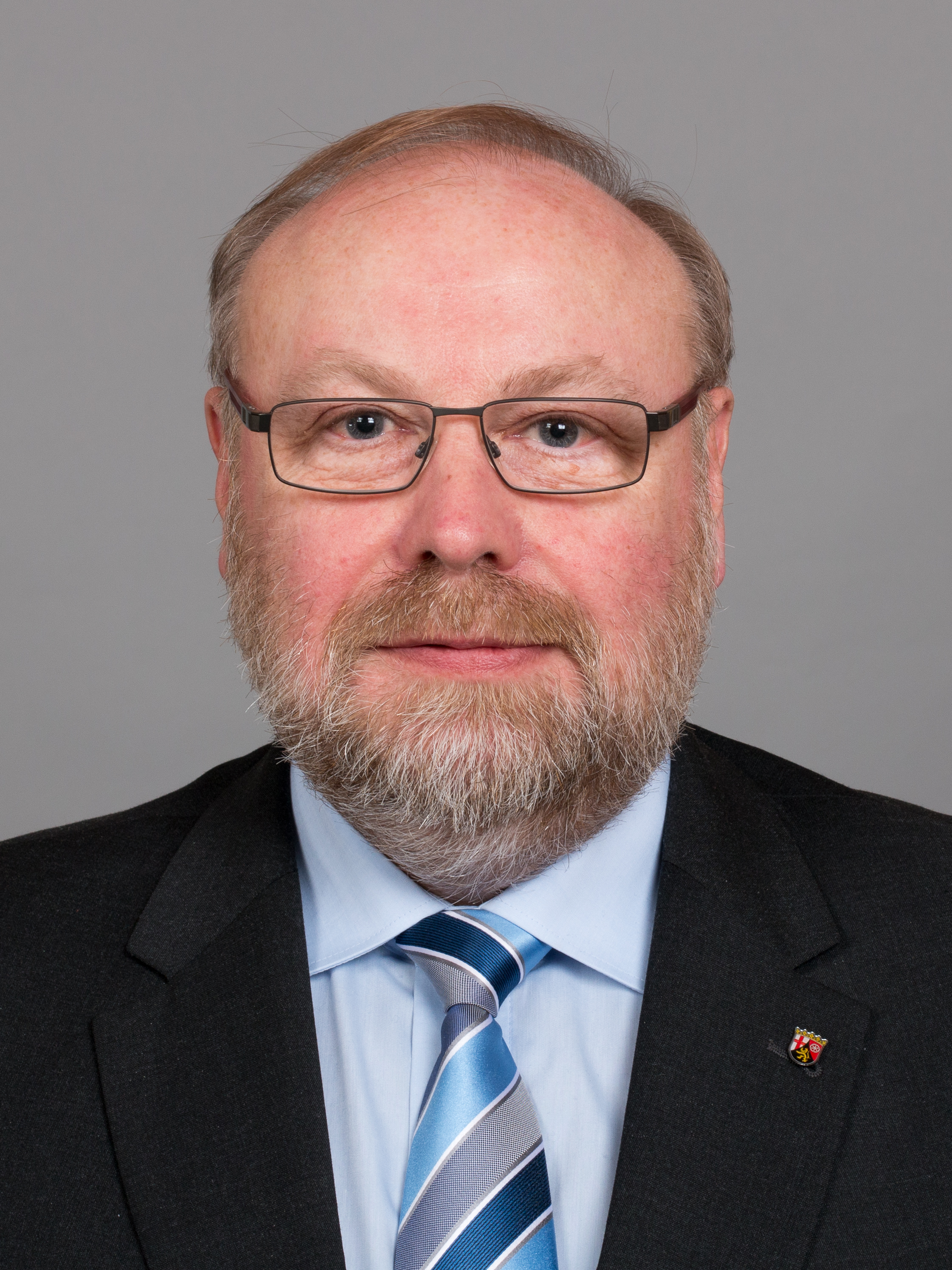
Dieter Burgard, 2014

Dieter Burgard (* 10. Dezember 1954 in Saarbrücken) war Bürgerbeauftragter des Landes Rheinland-Pfalz sowie Beauftragter für die Landespolizei. Von 1. Mai 2018 bis 31. März 2022 war er Beauftragter der Ministerpräsidentin für jüdisches Leben und Antisemitismusfragen des Landes Rheinland-Pfalz.

## Leben
Nach dem Realschulabschluss absolvierte Burgard von 1971 bis 1974 eine Ausbildung zum Bankkaufmann mit anschließender Tätigkeit bei der Deutschen Bank. 1974 bis 1975 leistete er Zivildienst in der Caritaseinrichtung Maria Grünewald für Menschen mit Behinderungen in Wittlich. Von 1975 bis 1978 besuchte er die Fachschule für Sozialpädagogik und machte 1978 bis 1979 ein Anerkennungsjahr im Kindergarten St. Peter in Wengerohr. Von 1979 bis 2001 arbeitete er als Erzieher in Maria Grünewald in Wittlich, davon die letzten acht Jahre als Leiter der Tagesförderstätte.
Burgard lebt in Wittlich und ist seit 1975 verheiratet und hat 3 erwachsene Kinder.

## Politik
Burgard wurde 1985 Mitglied der SPD. Von 1991 bis 1999 war er Vorsitzender des SPD-Ortsvereins Wittlich und von 2006 bis 2010 Vorsitzender des SPD-Kreisverbandes Bernkastel-Wittlich. Von 1989 bis 2010 und von 2020 bis 2021 war er Mitglied der SPD-Stadtratsfraktion in Wittlich und von 1999 bis 2010 Mitglied der SPD-Kreistagsfraktion Bernkastel-Wittlich, deren er stellvertretender Sprecher war.
Vom 18. Mai 2001 bis 28. April 2010 war er Mitglied des Rheinland-Pfälzischen Landtages. Dort war er Mitglied im Petitionsausschuss, in der Strafvollzugskommission (hier Sprecher der SPD-Landtagsfraktion), im Rechtsausschuss, im Europaausschuss, 2004 Mitglied im Untersuchungsausschuss „Rodalben“, Juni 2004 bis Dezember 2005 Mitglied in der Enquete-Kommission „Jugend und Politik“, Mitglied im Interregionalen Parlamentarierrat (hier Vorsitzender der Kommission 5 „Schulwesen, Ausbildung, Forschung und Kultur“), Vorsitzender des Beirates „Härtefond des Landes Rheinland-Pfalz zur Unterstützung von Opfern des Nationalsozialismus“, Vorsitzender der Stiftung „Entschuldungshilfe für Straffällige des Landes Rheinland-Pfalz“, Mitglied im Kuratorium der Stiftung Rheinland-Pfalz für Opferschutz und Mitglied im Kuratorium der Landeszentrale für Politische Bildung.
2010 wurde Burgard vom Landtag für acht Jahre zum Bürgerbeauftragten des Landes Rheinland-Pfalz gewählt. Im Juli 2014 wurde das Landesgesetz zum Bürgerbeauftragten erweitert, und er wurde auch Beauftragter für die Landespolizei von Rheinland-Pfalz. Seit dem 1. Mai 2017 ist beim Bürgerbeauftragten auch die Beschwerdestelle für die Kinder- und Jugendhilfe angesiedelt. Ende April 2018 schied Burgard aus diesem Amt aus. Seine Nachfolgerin wurde Barbara Schleicher-Rothmund (SPD).
Ab Mai 2018 bis zum 31. März 2022 war Burgard in Deutschland der erste Beauftragte für jüdisches Leben und Antisemitismusfragen für Rheinland-Pfalz mit Sitz in der Staatskanzlei. Nachfolgerin wurde Monika Fuhr, ehem. Regierungssprecherin.

## Gesellschaftliche Funktionen
Von 1991 bis 2001 war Burgard ehrenamtlicher Richter beim Jugend- und beim Verwaltungsgericht. 
Seit 1989 ist er stellvertretender Vorsitzender des SKFM - Katholischer Verein für soziale Dienste Wittlich e. V. und seit 1989 Mitglied und Vorsitzender von 1993 bis 1997 und seit 2001 Vorsitzender des Fördervereins Gedenkstätte KZ Hinzert, Vorsitzender der Landesarbeitsgemeinschaft der Gedenkstätten und Erinnerungsinitiativen zur NS-Zeit in Rheinland-Pfalz (2001–2022), 
Er ist Mitglied des Verwaltungsrates der Sparkasse Mittelmosel Eifel-Mosel-Hunsrück (bis 2010), im Fachbeirat Gedenkstätten und Kunst und Kultur in Gedenkstätten der Landeszentrale für Politische Bildung. Des Weiteren ist er 1993 Mitgründer des Jazzclubs Wittlich e. V. und 1994 Mitbegründer des Offenen Kanals Wittlich.
1997 war er Mitgründer des Emil-Frank-Instituts Wittlich, 2005 Mitgründer des Fördervereins Wittlicher Kulturgüter. 2015–2018 amtierte er als Präsident des Europäischen Ombudsman Instituts (EOI) mit Sitz in Innsbruck und ist Mitglied des Vorstandes des EOI. 2019 wurde er Mitglied des Kuratoriums des Hauses des Erinnerns – für Demokratie und Akzeptanz in Mainz. 2021 wurde er Mitglied des Vorstandes der Vereinigung ehemaliger Mitglieder des Landtags Rheinland-Pfalz.
Seit 2002 arbeitet er im Landesvorstand des Volksbundes Deutsche Kriegsgräberfürsorge mit und ist im Kuratorium der Klaus Jensen-Stiftung. Ferner ist er seit 2010 Vorsitzender des Kuratoriums des Fördervereins Autobahnkirche St. Paul Wittlich e. V. und seit 2022 Vorsitzender dieses Vereins.
Am 26. November 2024 erhielt er in Würdigung seines Engagements das Verdienstkreuz am Bande des Verdienstordens der Bundesrepublik Deutschland von Ministerpräsident Alexander Schweitzer im Auftrag des Bundespräsidenten Frank-Walter Steinmeier überreicht. 

## Werke
- "Alles im Laufschritt": das KZ-Aussenlager Wittlich, Luxembourg : Editions Saint-Paul, 1994.